# Јулије Бауер
Јулије Бауер (Панчево, 9. октобар 1908 — Качарево, март 1945) је био атлетски репрезентативац Краљевине Југославије, члан ПСК-а из Панчева.

## Биографија
Живео је у Панчеву, где је радио као службеник предузећа за производњу погребне опреме. Био је заљубљеник у спорт. Бавио се активно фудбалом и био је атлетски репрезентативац Краљевине Југославије. Атлетиком се бавио у периоду од 1933. до 1939, а репрезентативац Југославије био је 34 пута у периоду од 1934. до 1938. године. Најбољи резултати су му били 10,7 с на 100 метара и 22,6 с на 200 метара. Јулије Бауер је био првак Балкана 1934. године на првенству одржаном у Загребу у трци на 100 метара (10,8 секунди). Првак Југославије био је 6 пута, а рекордер 5 пута у спринтерским дисциплинама и штафети.
Његове трке са Алфонзом Ковачићем из Љубљане и Фердинандом Клингом из Београда привлачили су на стадионе велики број гледалаца.
Крајем 1944. године је мобилисан, а током марта 1945. погинуо је у борбама у околини Панчева.